# .22 Hornet

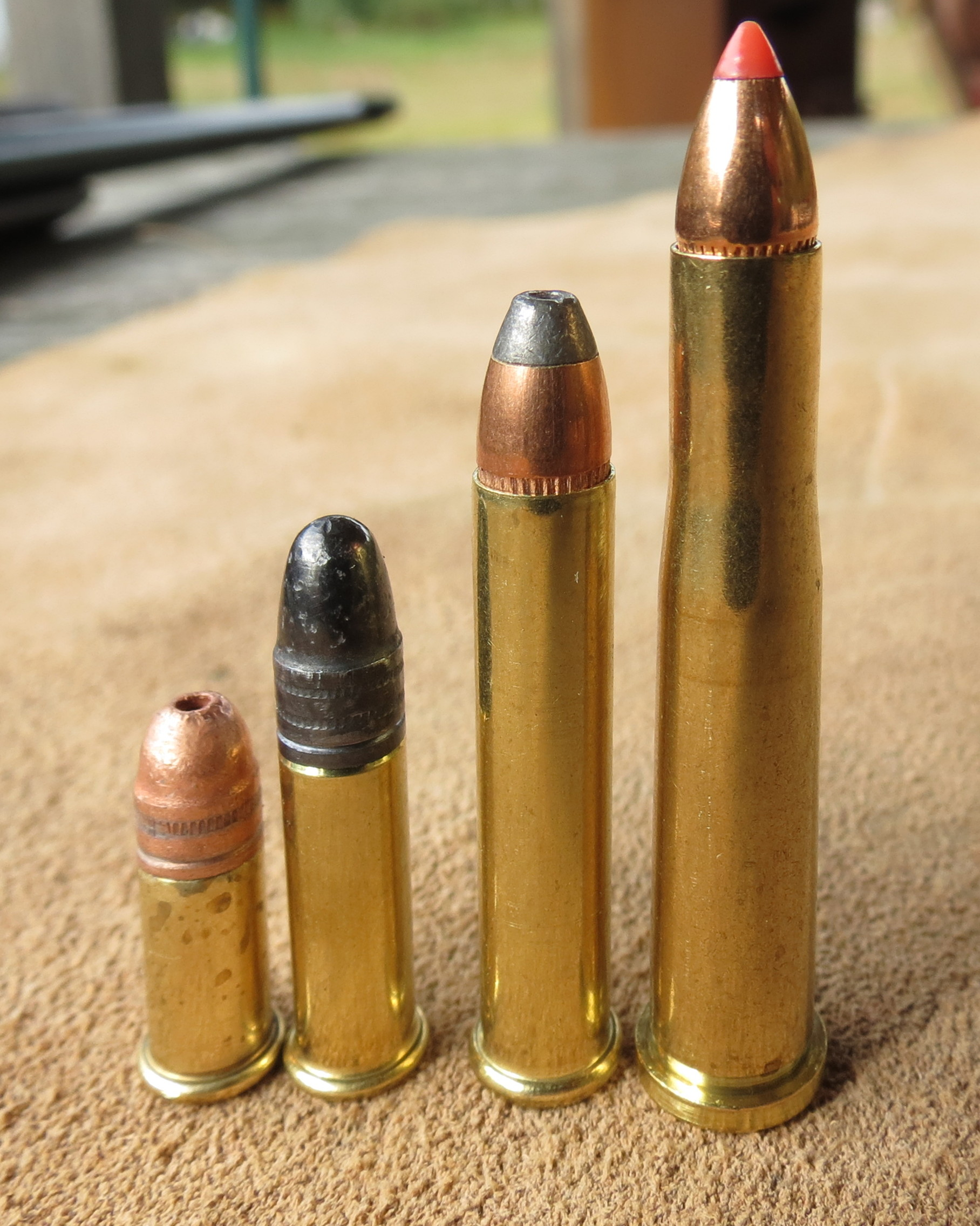
Da esquerda para a direita: .22 Short, .22 Long Rifle, .22 Magnum, e o .22 Hornet.

O .22 Hornet ou  5,6×35mmR é um cartucho de fogo central próprio para caça de pequenos animais, atividades de sobrevivência e também competição, introduzido no mercado em 1930. É consideravelmente mais poderoso que os de fogo circular .22 WMR e .17 HMR, atingindo maior velocidade com uma bala de peso duas vezes maior que o peso da bala do .17 HMR. Por ser um cartucho de fogo central, ele possibilita a recarga manual permitindo maior versatilidade. Foi o menor cartucho de calibre .22 de fogo central disponível comercialmente até a introdução do FN 5,7×28mm.
O .22 Hornet para caça de pequenos animais e pragas, fica entre .22 WMR e o .223 Remington. Em relação à velocidade de saída, energia de saída e ruído, é bem adequado para o controle de pragas e predadores em áreas urbanas.

## Histórico
Antes do desenvolvimento do moderno .22 Hornet, havia um cartucho conceitualmente semelhante, mas fisicamente diferente com o mesmo nome, inventado na década de 1890 por Reuben Harwood (apelidado de "Iron Ramrod"), às vezes chamado de ".22 Harwood Hornet" para evitar confusão, pois os dois cartuchos não são compatíveis. O cartucho de Harwood foi criado pelo estreitamento do estojo do .25-20 Single Shot para o calibre .22 e foi inicialmente carregado com pólvora negra.
A ancestralidade do moderno .22 Hornet é geralmente atribuída a experimentos feitos na década de 1920 usando pólvora negra com o .22 WCF no Arsenal Springfield. Winchester adotou o que até então tinha sido um cartucho pioneiro em 1930, produzindo munição para um cartucho para o qual nenhuma arma comercial ainda havia sido construída. Não foi até 1932 que qualquer empresa começou a vender armas feitas comercialmente para o cartucho.
Variantes "wildcat" do .22 Hornet, como o .22 K-Hornet (projetado por Lysle Kilbourn) e o .22 Ackley Improved Hornet, podem aumentar a velocidade da bala e a energia consideravelmente acima dos níveis de fábrica do .22 Hornet, mas o desempenho é muito próximo do que é legal para caça de cervos na Holanda ou no Reino Unido, embora seja legal para cervos em alguns outros países e alguns Estados americanos.